# Dumlugöze
 (mars 2020).
Dumlugöze est un village de haute-montagne du district de Sarıveliler dans la province de Karaman, en Turquie. Le village est situé à l'extrême sud-ouest de la province. En raison de sa haute altitude, le village est connu pour la production de galanthus . Sa distance à Sarıveliler est d'environ 25 kilomètres. La population du village était de 1715 en 2010.